# Episodi di Will & Grace (quinta stagione)
La quinta stagione della sit-com Will & Grace è andata in onda negli Stati Uniti d'America dal 26 settembre 2002 al 15 maggio 2003 sul canale NBC.
In Italia è andata in onda dal 1º ottobre al 17 dicembre 2003 su Fox e dal 2 febbraio al 4 marzo 2004 su Italia 1.
| nº | Titolo originale                          | Titolo italiano                    | Prima TV USA      | Prima TV Italia  |
| -- | ----------------------------------------- | ---------------------------------- | ----------------- | ---------------- |
| 1  | ... And the Horse He Rode In On           | L'uomo a cavallo                   | 26 settembre 2002 | 1º ottobre 2003  |
| 2  | Bacon and Eggs                            | L'assistente                       | 3 ottobre 2002    | 1º ottobre 2003  |
| 3  | The Kids Stays Out of the Picture         | Il litigio                         | 10 ottobre 2002   | 8 ottobre 2003   |
| 4  | Humongous Growth                          | Lieto fine                         | 17 ottobre 2002   | 8 ottobre 2003   |
| 5  | It's the Gay Pumpkin, Charlie Brown       | Un tranquillo weekend di Halloween | 31 ottobre 2002   | 15 ottobre 2003  |
| 6  | Boardroom and a Parked Place              | Pazzo da legale                    | 7 novembre 2002   | 15 ottobre 2003  |
| 7  | The Needle and Omelet's Done              | Un'iniezione e la frittata è fatta | 14 novembre 2002  | 22 ottobre 2003  |
| 8  | Marry Me a Little                         | Sposami sul serio (prima parte)    | 21 novembre 2002  | 22 ottobre 2003  |
| 9  | Marry Me a Little More                    | Sposami sul serio (seconda parte)  | 21 novembre 2002  | 29 ottobre 2003  |
| 10 | The Honeymoon's Over                      | La mafia gay                       | 5 dicembre 2002   | 29 ottobre 2003  |
| 11 | All About Christmas Eve                   | La vigilia di Natale               | 12 dicembre 2002  | 5 novembre 2003  |
| 12 | Field of Queens                           | Reginette in campo                 | 9 gennaio 2003    | 5 novembre 2003  |
| 13 | Fagmalion Part One: Gay It Forward        | Prosecuzione della specie          | 16 gennaio 2003   | 12 novembre 2003 |
| 14 | Fagmalion Part Two: Attack of the Clones  | L'attacco dei cloni                | 30 gennaio 2003   | 12 novembre 2003 |
| 15 | Homojo                                    | La coppa ciuccio                   | 6 febbraio 2003   | 19 novembre 2003 |
| 16 | Women and Children First                  | Prima le donne e i bambini         | 13 febbraio 2003  | 19 novembre 2003 |
| 17 | Fagmalion Part Three: Bye, Bye, Beardy    | Bye, bye, uccellino                | 20 febbraio 2003  | 26 novembre 2003 |
| 18 | Fagmalion Part Four: The Guy Who Loved Me | Il ragazzo che mi amava            | 13 marzo 2003     | 26 novembre 2003 |
| 19 | Sex, Losers and Videotape                 | Sesso, sconfitti e videocassette   | 3 aprile 2003     | 3 dicembre 2003  |
| 20 | Leo Unwrapped                             | La sorpresa                        | 17 aprile 2003    | 3 dicembre 2003  |
| 21 | Dolls and Dolls                           | Bambole e bambole                  | 24 aprile 2003    | 10 dicembre 2003 |
| 22 | May Divorce Be With You                   | Che il divorzio sia con te         | 1º maggio 2003    | 10 dicembre 2003 |
| 23 | 23                                        | Il funerale                        | 8 maggio 2003     | 17 dicembre 2003 |
| 24 | 24                                        | Una gita in barca                  | 15 maggio 2003    | 17 dicembre 2003 |

## L'uomo a cavallo
- Titolo originale: …And the Horse He Rode in On
- Diretto da: James Burrows
- Scritto da: Adam Barr

### Trama
Grace viene salvata da un affascinante dottore ebreo di nome Leo Markus. Leo accompagna Grace alla clinica a cavallo e la donna viene inseminata con lo sperma di Will. Will e Grace stringono un patto, decidendo di non frequentare altre persone per un po' di tempo. Grace incontra di nuovo Leo che le chiede di uscire, ma la donna rifiuta dicendogli di non essere più sul mercato. Leo passa dall'appartamento di Grace per riconsegnarle il portafoglio che aveva dimenticato e Will, geloso, lo manda via e accusa Grace di non avere rispettato il loro patto. Alla fine si scopre che in realtà Will si sta solo sentendo in colpa, perché la sera prima aveva baciato un ragazzo in una discoteca. Grace scopre che Leo ha lasciato un biglietto nel portafoglio, chiedendole di chiamarlo. Karen se la spassa con Lionel Banks e decide di andare a letto con lui, ma riceve una sorpresa quando trova Stan nella sua camera.
- Guest star: Harry Connick Jr. (Leo Markus), Rip Torn (Lionel Banks)

## L'assistente
- Titolo originale: Bacon and Eggs
- Diretto da: James Burrows
- Scritto da: Alex Herschlag

### Trama
Grace fa un test di gravidanza ma scopre con dispiacere di non essere incinta. Insieme a Will decide quindi di riprovarci fra due settimane. Leo fa visita a Grace nel suo studio e continua a corteggiarla, ma la donna lo rifiuta a causa della promessa fatta a Will. Karen incarica Rosario di lasciare Lionel per lei, ma la domestica viene sedotta dall'uomo. Alla fine Karen trova il coraggio di lasciarlo, mentre Rosario gli chiede il bis. Jack stalkera Kevin Bacon e viene accidentalmente assunto da quest'ultimo come suo assistente. Tuttavia Jack è deluso quando scopre che essere l'assistente di Kevin non vuole dire che i due possano ballare insieme, ma che solo è incaricato di rintracciare il suo stalker. Jack riesce fare incolpare Will al posto suo, ma poi scopre che in realtà Kevin è eccitato dall'idea di incontrare il suo stalker, perché significa che la sua carriera non sia finita. Jack è quindi sconvolto quando vede Kevin e Will ballare insieme. Grace decide di chiamare Leo, lasciandogli un messaggio sulla sua segreteria.
- Guest star: Harry Connick Jr. (Leo Markus), Rip Torn (Lionel Banks), Kevin Bacon (se stesso)

## Il litigio
- Titolo originale: The Kid Stays Out of the Picture
- Diretto da: James Burrows
- Scritto da: Jhoni Marchinko

### Trama
Grace passa un favoloso appuntamento con Leo e i due si danno un bellissimo bacio. Nel frattempo Will è sempre più eccitato all'idea di avere un bambino. Quando Grace non si mostra altrettanto eccitata Will decide di farle un regalo per farla rilassare. Grace vuole vedere come andranno le cose con Leo e cerca di ottenere più tempo prima della prossima inseminazione, programmata per il giorno successivo. Will e Grace si scambiano alcuni regali e hanno una conversazione a cuore aperto e decidono di aspettare un altro mese prima di riprovarci. Grace non rivela a Will che è Leo la vera ragione per cui vuole aspettare, ma Will scoprirà la verità quando entrambi cercano di cambiare al negozio il regalo ricevuto. Will dice quindi a Grace che deve scegliere tra riprovare l'inseminazione il giorno seguente o non riprovarci mai più. Grace sceglie la seconda opzione e accusa Will di non volere la sua felicità. Will le ordina di lasciare il suo appartamento entro due settimane.
- Guest star: Harry Connick Jr. (Leo Markus)

## Lieto fine
- Titolo originale: Humongous Growth
- Diretto da: James Burrows
- Scritto da: Kari Lizer

### Trama
Jack e Karen convincono Will e Grace a partecipare al compleanno della figlia di Joe e Larry, così da fare riappacificare i due amici. Una volta lì Will e Grace cercano di assicurarsi l'amicizia di Joe e Larry, finendo per distruggere la torta di compleanno della bambina. Jack e Karen rinchiudono i due nel castello gonfiabile, dove hanno modo di confrontarsi. Will ammette di sperare che Leo sia quello giusto per Grace e decide di volere aspettare la persona giusta prima di avere un bambino. I due tornano a essere amici.
- Guest star: Jerry Levine (Joe), Tim Bagley (Larry)

## Un tranquillo weekend di Halloween
- Titolo originale: It's the Gay Pumpkin, Charlie Brown
- Diretto da: James Burrows
- Scritto da: Gary Janetti

### Trama
Leo convince Will e Grace a fare una biciclettata in montagna e prendere una zucca per Halloween. Il ragazzo organizza anche un appuntamento al buio per Will, ma quest'ultimo rimane deluso quando scopre che il suo amico, Kim, è molto più basso di lui. Grace finge di amare l'aria aperta, ma non riesce più a mentire quando viene coperta di fango e inizia a piovere. Will è arrabbiato per tutta la durata del viaggio, ma alla fine sembra andare d'accordo con Kim. Karen si sente in colpa per avere quasi tradito Stan e decide di dirgli la verità, ma quando entra nel suo studio scopre che il marito la sta tradendo. Karen decide di lasciarlo. Jack apre un piccolo bar nell'atrio di fronte al suo appartamento.
- Guest star: Harry Connick Jr. (Leo Markus), Jason Marsden (Kim)

## Pazzo da legale
- Titolo originale: Boardroom and Parked Place
- Diretto da: James Burrows
- Scritto da: Gail Lerner

### Trama
Karen, dopo avere deciso di lasciare Stan, è costretta a vivere con Rosario nella sua limousine. Jack e Grace cercano di convincerla a trasferirsi in uno dei loro appartamenti, ma la donna si rifiuta. Alla fine, dopo che Grace le fa una lavata di capo, Karen accetta l'aiuto, ma proprio in quel momento i suoi problemi finanziari scompaiono e i tre amici si godono una serata rilassante nella lussuosa stanza d'albergo di Karen. Will cerca di aiutare il suo nuovo capo, il signor Stein, che ammette di essere un po' pazzo. Will lo aiuta a gestire lo studio legale e, per ringraziarlo, Stein lo tratta meglio degli altri dipendenti e licenzia uno degli avvocati più anziani per dare a Will il suo bellissimo ufficio. Quando i suoi colleghi iniziano a odiarlo Will cerca di aiutare Stein a ritrovare la sua autostima, così che l'uomo possa lavorare senza il suo aiuto.
- Guest star: Gene Wilder (signor Stein)

## Un'iniezione e la frittata è fatta
- Titolo originale: The Needle and the Omelet's Done
- Diretto da: James Burrows
- Scritto da: Tracy Poust e Jon Kinnally

### Trama
Leo invita Grace all'hotel Plaza per il brunch e le presenta una coppia di due suoi vecchi "amici". Quando scopre che l'uomo l'ha fregata per farle incontrare i suoi genitori Grace si sente in imbarazzo per come si è comportata con loro. Mentre litigano Leo ammette di averla imbrogliata solo perché la ama e perché voleva davvero farle incontrare i suoi genitori. Anche Grace ammette di amarlo e i due fanno pace. Will accompagna Karen a fare alcune iniezioni di botulino e anche lui decide di provarlo. Zandra dice a Jack che è un pessimo attore e Jack la accusa di essere un'insegnante terribile. Zandra gli lascia quindi tenere la lezione e Jack incentra i suoi insegnamenti sull'essere attraente. Zandra gli dice che anche lui è un pessimo insegnante e Jack, offeso, se ne va dalla classe, portandosi via con sé due studenti.
- Guest star: Harry Connick Jr. (Leo Markus), Eileen Brennan (Zandra), Judith Ivey (Eleanor Markus), Tom Skerritt (Dr. Jay Markus)

## Sposami sul serio (prima parte)
- Titolo originale: Marry Me a Little, Marry Me a Little More
- Diretto da: James Burrows
- Scritto da: Jeff Greenstein e Bill Wrubel

### Trama
Grace e Leo incontrano Katie Couric a Central Park durante le riprese del Today Show e accettano di sposarsi durante un matrimonio di massa. Will è infuriato quando scopre che il suo sogno di prendere parte al matrimonio di Grace e farle da testimone è stato spazzato via, così i neosposi decidono di organizzare un ricevimento. Durante il ricevimento Grace capisce di non conoscere veramente Leo e inizia ad avere dei ripensamenti. Quando Katie Couric ricompare e rivela che in realtà il loro matrimonio non è valido Grace pensa che sia meglio così.
- Guest star: Harry Connick Jr. (Leo Markus), Katie Couric (se stessa), Debbie Reynolds (Bobby Adler), Judith Ivey (Eleanor Markus)

## Sposami sul serio (seconda parte)
- Titolo originale: Marry Me a Little, Marry Me a Little More
- Diretto da: James Burrows
- Scritto da: Jeff Greenstein e Will Wrubel

### Trama
Nonostante i suoi ripensamenti Grace capisce di volere sposare Leo e questa volta vuole fare le cose per bene. In poco tempo Will organizza il matrimonio perfetto per Grace. Quando suo padre si fa male alla schiena e non può partecipare alla cerimonia Grace chiede al suo migliore amico di accompagnarla all'altare, ma Will si rifiuta. Grace gli assicura che, nonostante si stia per sposare, la loro amicizia non finirà e Will decide di accompagnarla.
- Guest star: Harry Connick Jr. (Leo Markus), Debbie Reynolds (Bobby Adler), Judith Ivey (Eleanor Markus)

## La mafia gay
- Titolo originale: The Honeymoon's Over
- Diretto da: James Burrows
- Scritto da: Sally Bradford

### Trama
Quando Karen viene cacciata dalla sua stanza d'albergo Will le propone di trasferirsi nel suo appartamento. Tuttavia, quando la donna gli renderà la vita impossibile a causa del suo eccentrico stile di vita, Will si pentirà e cercherà di scaricarla a Grace. Nel frattempo Jack è terrorizzato perché pensa che la mafia gay ce l'abbia con lui.
- Guest star: Elton John (se stesso)

## La vigilia di Natale
- Titolo originale: All About Christmas Eve
- Diretto da: James Burrows
- Scritto da: Adam Barr

### Trama
Per festeggiare la vigilia di Natale Grace e Leo decidono di andare a vedere Lo Schiaccianoci, mentre Will accetta l'invito di Karen a passare la giornata con lei e Jack nella sua stanza d'albergo all'Hotel Palace. All'ultimo minuto Leo viene chiamato dall'ospedale, quindi Grace invita Will a raggiungerla. Will, che ha sempre amato lo Schiaccianoci, non riesce a dire di no, ma quando Leo riesce a liberarsi all'ultimo minuto decide di andarsene e lasciare che Grace passi la vigilia con suo marito. Will raggiunge Karen e Jack, mentre Grace e Leo cercano di godersi la loro giornata insieme. Tuttavia, quando Leo deve di nuovo andare, Grace obbliga Will a raggiungerla per poi non sapere cosa fare quando Leo ritorna poco dopo. Grace decide di portare con sé l'amico, ma quando sia Will che Leo capiscono di non volere guardare dei giocattoli ballerini decidono entrambi di darle buca. Alla fine Grace e Leo raggiungono gli altri all'hotel.
- Guest star: Harry Connick Jr. (Leo Markus)

## Reginette in campo
- Titolo originale: Field of Queens
- Diretto da: James Burrows
- Scritto da: Katie Palmer

### Trama
Karen ha un appuntamento con l'affascinante Milo, proprietario di un ristorante, ma diventa insicura quando l'uomo le dice che la richiamerà ma poi non lo fa. Grace decide quindi di fargli una lavata di capo ed è scioccata quando l'uomo ammette di essere uno sciupafemmine e di avere mentito a Karen solo per farla sentire meglio, ma che non la richiamerà perché è troppo vecchia per lui. Grace cerca di raccontare la verità a Karen, ma non sa come dirglielo. Jack convince Will a entrare in una squadra di calcio gay, pensando di potere rimorchiare bei ragazzi, ma quando scoprono che la squadra fa sul serio Will decide di lasciare perdere poiché non sa giocare. Jack è furioso quando scopre che Elliott vuole lasciare la sua squadra di calcio perché non è bravo a giocare, quindi Will decide di rimanere nella sua squadra per essere da modello al ragazzo. Tuttavia Elliott decide comunque di smettere di giocare, mentre Will è costretto a lasciare la panchina e giocare quando uno dei suoi compagni di squadra si fa male. Fortunatamente, mentre cercava di allontanarsi dalla palla, Will inciampa e cadendo colpisce la palla, segnando il goal decisivo con una rovesciata.
- Guest star: Andy García (Milo), Michael Angarano (Elliott)

## Prosecuzione della specie
- Titolo originale: Fagmalion Part I: Gay It Forward
- Diretto da: James Burrows
- Scritto da: Tracy Poust e Jon Kinnally

### Trama
Grace si trasferisce nell'appartamento di Leo a Brooklyn e incontra una gentile vicina di nome Julie. Julie è una massaggiatrice e, quando le offre un massaggio gratuito, Grace è preoccupata perché ella la tocca troppo in basso. Grace chiede a Karen di assumere Julie per vedere se questa è una parte normale dei suoi massaggi e, quando scopre che non è così, le chiede spiegazioni. Julie rassicura Grace dicendole che è normale per due ragazze avvicinarsi fisicamente, proprio perché sono amiche. Grace è più tranquilla, ma poi diventa ancora insicura quando durante un abbraccio Julie la tocca di nuovo in modo inappropriato. Karen organizza un appuntamento al buio tra Will e suo cugino Barry, che ha recentemente fatto coming out. Jack cerca di rubare a Will l'opportunità di uscire con Barry, ma quando lo vede cambia idee. Mentre Karen incoraggia la loro relazione Will cerca di allontanarsi da Barry. Alla fine Jack propone a Will di diventare i mentori di Barry e insegnargli a essere un perfetto gay.
- Guest star: Rosanna Arquette (Julie), Dan Futterman (Barry)

## L'attacco dei cloni
- Titolo originale: Fagmalion Part II: Attack of the Clones
- Diretto da: James Burrows
- Scritto da: Gary Janetti

### Trama
Will e Jack iniziano il loro progetto per aiutare Barry e sono finanziati economicamente da Karen. Will si occupa della sua mente, mentre Jack del suo corpo. Will incoraggia Barry a rimorchiare un ragazzo in un bar gay, ricordando quando lo fece lui per la prima volta. Tuttavia Barry viene rifiutato e Jack ammette di avere pagato il ragazzo che Will aveva rimorchiato per la prima volta. Barry inizia a pensare che Jack e Will siano troppo superficiali e, siccome sono ancora single, non crede che possano davvero insegnargli qualcosa. Tuttavia alla fine ammette che avere un aiuto è meglio di doversela cavare da solo. Leo comunica a Grace di dovere andare un mese in Africa per conto di Medici Senza Frontiere. Sulla strada per l'aeroporto i due litigano pesantemente e quando Leo sale sull'aereo Grace si pente di averlo lasciato andare in quel modo. Decide quindi di comprare un biglietto e salire sull'aereo di Leo, ma quando l'aereo sta per decollare scopre che il marito è tornato a casa per fare pace con lei.
- Guest star: Harry Connick Jr. (Leo Markus), Dan Futterman (Barry)

## La coppa ciuccio
- Titolo originale: Homojo
- Diretto da: James Burrows
- Scritto da: Bill Wrubel

### Trama
Will e Grace pensano di avere perso la profonda connessione che c'era fra loro. La loro situazione diventa critica quando stanno per perdere, per la prima volta, una serata di giochi con i loro amici. I due si confrontano e promettono di raccontarsi tutto quello che accade nella loro vita, anche le cose più piccole e insignificanti. Quando l'amante di Stan, una ex spogliarellista inglese di nome Lorraine, cerca di diventare la nuova amica di Jack, Karen deve combattere per non perdere il suo amico gay.
- Guest star: Minnie Driver (Lorraine Finster), Jerry Levine (Joe), Tim Bagley (Larry), Tom Gallop (Rob), Leigh-Allyn Baker (Ellen)

## Prima le donne e i bambini
- Titolo originale: Women and Children First
- Diretto da: James Burrows
- Scritto da: Laura Kightlinger

### Trama
Grace organizza una serata fra donne nel suo appartamento in attesa del ritorno di Leo, ma quando il marito la chiama dicendole che rimarrà in Africa per un altro mese lei gli dice che non fa niente. Grace chiede quindi alle sue amiche, eccetto Karen, se ha fatto la scelta giusta. Mentre tutte le altre le dicono di sì Karen consiglia a Grace di richiamare Leo e dirgli come si sente davvero. Quando Grace le dice di non volere la sua opinione Karen se ne va furiosa e delusa. Grace chiama Leo e gli dice di essere arrabbiata con lui, perché dovrebbero prendere queste decisioni insieme. Quando Karen torna indietro le due amiche fanno pace. Jack incontra la sua vecchia babysitter Sissy e la assume di nuovo. Will è disgustato dalla strana relazione che c'è tra Jack e Sissy e cerca di persuadere l'amico a licenziarla. Tuttavia ciò che davvero convincerà Jack sarà il conto, poiché Sissy vuole essere pagata troppo.
- Guest star: Demi Moore (Sissy), Rosanna Arquette (Julie), Leigh-Allyn Baker (Ellen)

## Bye, bye, uccellino
- Titolo originale: Fagmalion Part III: Bye, Bye, Beardy
- Diretto da: James Burrows
- Scritto da: Alex Herschlag

### Trama
Will e Jack terminano la trasformazione dello sciatto cugino di Karen, Barry, in un perfetto gay e il gruppo decide di mostrarlo a tutti durante l'annuale gay gala. Will si rende conto di essere attratto da Barry, ma prima che riesca a chiedergli di uscire Jack lo batte sul tempo. Karen litiga con il suo vecchio "amico" Beverly Leslie, che non smette di provocarla ora che Stan l'ha rimpiazzata.
- Guest star: Dan Futterman (Barry), Leslie Jordan (Beverly Leslie)

## Il ragazzo che mi amava
- Titolo originale: Fagmalion Part IV: The Guy Who Loved Me
- Diretto da: James Burrows
- Scritto da: Gail Lerner

### Trama
Will e Jack sono entrambi attratti da Barry e, quando gli chiedono di scegliere con chi vuole uscire, Barry sceglie Will. Dopo una settimana di appuntamenti perfetti con Barry e dopo essersi fatto perdonare da Jack Will chiede a Barry di non frequentare altre persone, ma quest'ultimo gli dice di non essere pronto per una relazione seria perché, avendo fatto coming out da poco, preferisce sondare il terreno per un po'. Karen finge di essere una cameriera quando l'addetto alla manutenzione dell'hotel, un uomo molto affascinante di nome Anton, l'ha scambiata per tale. I due iniziano una relazione molto passionale e, alla fine, Karen ammette di non essere una cameriera e di essere molto ricca. Karen è molto felice quando l'uomo le dice di amarla anche se non è povera come lui, ma quando le dice di essere astemio Karen lo pianta all'istante.
- Guest star: Dan Futterman (Barry), Bruno Campos (Anton)

## Sesso, sconfitti e videocassette
- Titolo originale: Sex, Losers, and Videotape
- Diretto da: James Burrows
- Scritto da: Steve Gabriel

### Trama
Will, triste per la fine della storia con Barry, forma un club dei cuori spezzati insieme a Karen e al suo pazzo capo, il signor Stein. Sfortunatamente il club giunge al capolinea quando Karen e il signor Stein iniziano a frequentarsi. Grace cerca di registrare un filmino sexy per Leo, ma quando si rende conto di essere più ridicola che sexy chiede aiuto a Jack. Jack scopre che la soluzione è filmare Grace mentre è sotto la doccia perché la donna, non sapendolo, riesce a comportarsi in modo naturale.
- Guest star: Gene Wilder (signor Stein)

## La sorpresa
- Titolo originale: Leo Unwrapped
- Diretto da: James Burrows
- Scritto da: Sonja Warfield

### Trama
Per il compleanno di Grace Will organizza il ritorno di Leo, ma quando quest'ultimo arriva il giorno prima Will cerca di nasconderlo per non rovinare la sorpresa a Grace. Leo torna nel suo appartamento per rinfrescarsi ma vi incontra Grace. Quando Grace scopre tutto quello che Will ha fatto per organizzarle la sorpresa chiede a Leo di fingere di non essersi rivisti, ma quando l'uomo torna nell'appartamento di Will non riesce a tenere la bocca chiusa. Will decide di non dire a Grace che sa benissimo che la sorpresa è rovinata, ma quando Karen e Jack scoprono cosa è successo, decidono di portare Grace in una sala giochi per farle una nuova sorpresa.
- Guest star: Harry Connick Jr. (Leo Markus)

## Bambole e bambole
- Titolo originale: Dolls and Dolls
- Diretto da: James Burrows
- Scritto da: Kari Lizer

### Trama
Karen decide di assaporare com'è la "vita reale" e di trasferirsi in un appartamento con una donna di nome Liz. All'inizio le due vanno d'amore e d'accordo, ma l'armonia finisce quando organizzano una serata in discoteca e cercano di rimorchiare lo stesso ragazzo. Liz cerca di cacciare Karen dal suo appartamento, ma Karen si rende conto che in realtà l'intero palazzo è di sua proprietà ed è quindi lei a cacciare Liz. Will cade dai suoi zoccoli e si sloga la caviglia. Quando inizia a fare un uso eccessivo di antidolorifici Grace e Jack decidono di intervenire.
- Guest star: Madonna (Liz)

## Che il divorzio sia con te
- Titolo originale: May Divorce Be With You
- Diretto da: James Burrows
- Scritto da: Sally Bradford

### Trama
Quando Karen scopre che Will sarà l'avvocato di Stan nella causa di divorzio decide di assumere un giovane legale, Jason Towne. Will si preoccupa per la scelta di Karen quando Jason si rivela essere un novellino. Will cerca quindi di aiutare Jason con la causa e consiglia a Karen di assumere un nuovo avvocato. Tuttavia, quando Karen si confronta con Jason, scopre che in realtà il ragazzo sta fingendo di essere imbranato per farsi aiutare da Will e vincere la causa. Jack porta a Grace un cliente, il suo nuovo ragazzo Cam. Non solo Cam è ricco, ma Grace adora anche il suo gusto nell'arredamento. Tuttavia, quando Cam lascia Jack il giorno dopo, Grace è costretta ad assecondare le richieste di Jack e decide di licenziarsi. Quando va da Cam per dirgli che non piò più lavorare per lui l'uomo la convince a ridecorare la sua enorme villa in campagna. Quando Jack li scopre Grace decide definitivamente di licenziarsi, perché l'amicizia di Jack è troppo importante e non riesce a tradirlo, ma, alla fine, Jack torna insieme a Cam.
- Guest star: Macaulay Culkin (James Towne), Clark Gregg (Cam)

## Il funerale
- Titolo originale: 23
- Diretto da: James Burrows
- Scritto da: Adam Barr, Jeff Greenstein, Gary Janetti, Sally Bradford e Alex Herschlag

### Trama
Mentre la causa di divorzio è ancora in corso Karen scopre che Stan è morto. Il gruppo partecipa quindi al suo funerale, dove è presente anche la sua amante Lorraine, che era sotto di lui al momento della sua morte e vi era rimasta intrappolata per due giorni. Diverse persone elogiano Stan durante la cerimonia, ma in realtà tutti stanno solo aspettando la lettura del suo testamento. Rosario scopre che riceverà dieci milioni di dollari se lavorerà per Karen per altri venti anni. Grace riceve un dipinto di Karen. Stan, pensando che Will e Jack fossero una coppia, lascia loro ventimila dollari per sposarsi. Per ultima, Karen scopre che riceverà gran parte del patrimonio di Stan, mentre Lorraine non otterrà nulla. Leo riceve un invito ad andare in Guatemala per costruire una nuova clinica di Medici Senza Frontiere e chiede a Grace di accompagnarlo. Grace accetta, anche se non sa dove si trovi il Guatemala.
- Guest star: Minnie Driver (Lorraine Finster)

## Una gita in barca
- Titolo originale: 24
- Diretto da: James Burrows
- Scritto da: Gail Lerner, Kari Lizer, Jhoni Marchinko, Tracy Poust, Jon Kinnally e Bill Wrubel

### Trama
Grace inizia a pentirsi di avere accettato la proposta di Leo, specialmente quando Will e Jack decidono di accompagnare Karen nel Mar dei Caraibi per disperdere le ceneri di Stan. Leo dice a Grace che può andare in yacht con gli altri invece che con lui e Grace è molto felice, finché non scopre che una bellissima dottoressa di nome Danielle andrà in Guatemala con Leo. Dopo la partenza del marito Grace cerca di convincersi che Leo non la tradirebbe mai, ma diventa ancora più preoccupata quando scopre una lettera che la dottoressa aveva lasciato al marito, dove gli dice essere innamorata di lui. Grace ordina allo yacht di andare in Guatemala. Karen, mentre sta disperdendo le ceneri di Stan, scopre che Lorraine è riuscita a intrufolarsi nello yacht. Le due donne sembrano andare d'accordo, finché Lorraine non chiede dei soldi a Karen. Durante il litigio che ne segue Lorraine spinge Karen in acqua e Rosario si tuffa per salvarla. Karen e Rosario verranno salvate da un barcone russo carico di vodka. Will e Jack si stanno godendo la loro vacanza tropicale insieme a numerosi drink e, quando si svegliano nello stesso letto, sono sconvolti al pensiero di avere passato la notte insieme.
- Guest star: Minnie Driver (Lorraine), Nicollette Sheridan (Dottoressa Danielle Morty)